# Левин, Моше
Моше (Миша) Левин (англ. Moshe Lewin, ивр. משה (מישקה) לוין‎; 7 ноября 1921, Вильно, Польша, ныне Вильнюс, Литва — 14 августа 2010, Париж, Франция) — американский историк, специализирующийся на истории СССР.

## Биография
Родился в еврейской семье в Вильно. Его родители погибли во время Холокоста, однако Моше удалось эвакуироваться вглубь СССР. В Советском Союзе некоторое время проработал в тылу в колхозе и на металлургическом заводе, с 1943 года служил в Красной Армии.
В 1946 году перебрался в Польшу, затем уехал во Францию и репатриировался в Эрец-Исраэль. В 1961 году окончил Тель-Авивский университет, получив степень бакалавра. Защитил диссертацию в Сорбонне (1964). Преподавал в университете Пенсильвании с 1978 по 1995 год. Автор многочисленных трудов по истории СССР.
"Крупнейшим исследователем" характеризовал его историк Владлен Логинов.

## Сочинения
- Russian Peasant and Soviet Power (1968), «Русское крестьянство и советская власть»
- Lenin’s Last Struggle (1968), «Последняя битва Ленина»
- Political Undercurrents in Soviet Economic Debates: From Bukharin to the Modern Reformers, Princeton University Press (1974)
- The Making of the Soviet System (1985), «Создание Советской Системы»
- The Gorbachev Phenomenon (1988), «Феномен Горбачева»
- Stalinism and the Seeds of Soviet Reform: the Debates of the 1960’s (1991)
- Russia--USSR--Russia : the Drive and Drift of a Superstate (1995)
- Stalinism and Nazism : Dictatorships in Comparison. «Сталинизм и нацизм: сравнительный анализ диктатур», редактор-составитель (вместе с Яном Кершоу)
- The Soviet Century (2005).
  - Советский век / [пер. с англ. В. Новикова и Н. Копелянской ]. — М. : Европа, 2008. — 675, [1] с. : ил., цв. ил., портр. ISBN 978-5-9739-0147-9